# 아달베르투스 2세 이브렌시스

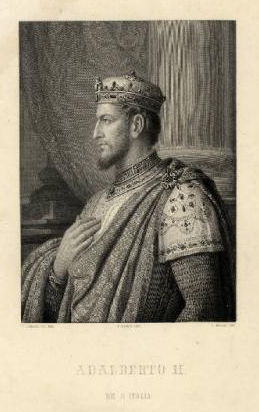
아달베르투스 2세

아달베르토 2세(Adalberto II, 930년경 - 975년 4월 30일) 또는 이브레아의 아달베르토 2세(Adalberto II d'Ivrea)는 이탈리아의 귀족으로 이브레아 후작(950년)이자 이탈리아의 군주(951년 ~ 963년)이다. 951년 아버지 베렝가리오 2세에 의해 공동 국왕으로 선포되었으며, 오토 1세와의 전쟁에서 패했지만 963년까지 이탈리아에서는 영향력을 행사하였다. 이브레아 후작 베렝가리오 2세와 토스카나의 윌라 2세의 아들이다. 950년 이브레아 후작에 임명되었다가 951년 아버지 베렝가리오 2세에 의해 공동 국왕으로 선포되었다. 955년부터 독일 왕국의 오토 1세와 경쟁하였다.
베렝가리오 2세와 아달베르토 2세 부자와 위그와 로타리오 3세는 각각 처삼촌과 처사촌 및 외종조부와 외당숙, 조카사위와 외종손 및 사촌매부 및 외5촌 조카가 된다.
출생년대는 명확하지 않아 930년생 설과 931년생 설, 936년생 설이 있다. 아달베르토는 아득하게나마 샤를마뉴의 외손이었다. 950년 11월 로타리오 3세 사후 왕위에 오른 아버지 베렝가리오 2세는 그해 12월 아들 아달베르토를 공동 국왕으로 임명하였다. 955년 오토 1세가 장남 리우돌프를 보내 베렝가리오 1세와 그 아들 아달베르토 2세를 상대하게 했으나 리우돌프가 승리한 뒤 독일로 돌아갔다가 갑자기 말라리아에 걸려 사망하면서 그의 아버지 베렝가리오 2세와 아달베르토는 다시 이탈리아의 패권을 손에 쥐었다. 962년 오토 1세가 이탈리아로 와서 제관과 이탈리아 왕관을 받았지만 한동안은 그가 영향력을 행사하였다.
코르시카로 망명했던 아달베르토는 965년 돌아와 왕권을 회복하려 하였으나 오토 1세가 군대를 보내 그를 파비아에서 축출하였다. 그는 오토 1세가 보낸 동프랑크의 공작 부르크하르트(Burchard)의 군대와 파비아, 피아첸차 전투에서 연달아 패하였다. 그러나 오토 1세가 독일로 회군하면서 아달베르토는 다시 이탈리아의 왕위에 복귀하였다. 동년 가을 아달베르토는 왕권을 회복하고자 가족은 부르고뉴로 피신시키고, 자신은 직접 동로마 제국을 몇번 방문, 교섭하였으나, 975년 4월 30일 동로마에서 이탈리아로 돌아오던 길에 프랑스 오툉에서 사망하였다. 아달베르토 2세의 아들 오토굴리엘무스은 부르군트 백작에 임명되었는데, 그의 가계는 12세기까지 이어졌다. 시신은 독일 라티스본네(레겐스부르크)에 안치되었다.

## 기타
아들 오토굴리엘무스의 첫 부인 이르멘트루드는 레너드 드 로우시(Renaud de Roucy)와 로타링기아의 이르멘트루드의 딸이었다. 로타링기아의 이르멘트루드는 독일의 군주 하인리히 1세의 딸 게르베르가와 로타링기아 공작 기셀베르트의 딸이다.
| 전임 베렝가리오 2세 | 이탈리아의 왕 베렝가리오 2세와 공동 (951 - 962) 오토 1세와 분쟁 (955 - 963) 951년–963년 | 후임 오토 1세 |